# Jaap Koelewijn
Jacob (Jaap) Koelewijn (Amsterdam, 11 mei 1956 – aldaar, 10 oktober 2024) was een Nederlandse financieel adviseur en hoogleraar. Hij was bekend om zijn werk op het gebied van gedragseconomie en zijn kritische standpunten over de financiële sector.

## Carrière
Koelewijn begon zijn carrière in de financiële sector en heeft zich in de loop der jaren ontwikkeld tot een gerespecteerde stem in het veld. Hij heeft verschillende boeken en artikelen geschreven over economie en financiën. Koelewijn was ook hoogleraar aan de Nyenrode Business Universiteit. Zijn werk aan de universiteit omvatte onderzoek naar gedragseconomie en het geven van lezingen aan studenten.